# アクシーズ
株式会社アクシーズは、鹿児島県鹿児島市に本社を置くニワトリの飼育および鶏肉加工食品を製造販売する上場企業。ケンタッキーフライドチキンなどに出荷している。

## 概要
1962年に設立し、鹿児島を拠点とした鶏肉製造加工の国内大手として、鶏肉及び鶏肉加工食品を低価格で提供している。鶏の飼育・加工から飼料製造までを含めたすべての工程を自らの企業内でおこなっており、鶏肉製造のための「完全なるインテグレーション(一貫生産)｣を構築している。

1983年には、日本ケンタッキー・フライド・チキン株式会社とフランチャイズ契約を締結し、ケンタッキーフライドチキン及びピザハット店舗のフランチャイズ事業を行っている。

2018年に、日本ハム株式会社と資本業務提携をした。

## 沿革
- 1962年（昭和37年） - 株式会社伊地知種鶏場設立。
- 1999年（平成11年） - 商号を株式会社アクシーズに変更。
- 2000年（平成12年） - JASDAQ市場に上場。
- 2018年（平成30年）2月23日 - 日本ハム株式会社と資本業務提携。
- 2022年（令和4年）4月4日 - 東証JASDAQスタンダードより東証スタンダード市場へ市場変更した。

## 関連会社
関連子会社
- 株式会社アクシーズフーズ
- 株式会社アクシーズケミカル
- 錦江湾飼料株式会社
- 株式会社南九州畜産
- 有限会社求名ファーム
- 株式会社アイエムポートリー
- 株式会社城山サービス

関連会社
- 有限会社南九州バイオマス